# Campeonato Tocantinense 1994
In 1994 werd het tweede Campeonato Tocantinense gespeeld voor clubs uit de Braziliaanse staat Tocantins. De competitie werd georganiseerd door de FTF en werd gespeeld van 20 maart tot 11 juni. União Araguainense werd kampioen.

## Eerste fase

### Groep A
| Plaats | Club               | Wed. | W | G | V | Saldo | Ptn. |
| ------ | ------------------ | ---- | - | - | - | ----- | ---- |
| 1.     | União Araguainense | 6    | 3 | 3 | 0 | 8:3   | 9    |
| 2.     | Tocantinópolis     | 6    | 2 | 3 | 1 | 14:5  | 7    |
| 3.     | Kaburé             | 6    | 2 | 3 | 1 | 6:5   | 7    |
| 4.     | Miracema           | 6    | 0 | 1 | 5 | 2:17  | 1    |

|  | Geplaatst voor tweede fase |

### Groep B
| Plaats | Club                  | Wed. | W | G | V | Saldo | Ptn. |
| ------ | --------------------- | ---- | - | - | - | ----- | ---- |
| 1.     | Tocantins de Miracema | 6    | 3 | 2 | 1 | 8:1   | 8    |
| 2.     | Gurupi                | 6    | 2 | 3 | 1 | 4:5   | 7    |
| 3.     | Intercap              | 6    | 2 | 1 | 3 | 6:4   | 5    |
| 4.     | Alvorada              | 6    | 1 | 2 | 3 | 3:11  | 4    |

|  | Geplaatst voor tweede fase |

## Tweede fase

### Groep A
| Plaats | Club               | Wed. | W | G | V | Saldo | Ptn. |
| ------ | ------------------ | ---- | - | - | - | ----- | ---- |
| 1.     | União Araguainense | 6    | 3 | 2 | 1 | 9:3   | 8    |
| 2.     | Tocantinópolis     | 6    | 2 | 0 | 4 | 6:11  | 4    |

|  | Geplaatst voor finale |

### Groep B
| Plaats | Club                  | Wed. | W | G | V | Saldo | Ptn. |
| ------ | --------------------- | ---- | - | - | - | ----- | ---- |
| 1.     | Tocantins de Miracema | 6    | 2 | 2 | 2 | 7:8   | 6    |
| 2.     | Gurupi                | 6    | 2 | 2 | 2 | 8:8   | 6    |

|  | Geplaatst voor finale |

### Finale
|             |           |       |                    |  |
| 5 juni Heen | Tocantins | 0 – 3 | União Araguainense |  |
| 5 juni Heen |           |       |                    |  |

|               |                    |       |           |  |
| 11 juni Terug | União Araguainense | 2 – 0 | Tocantins |  |
| 11 juni Terug |                    |       |           |  |

### Kampioen
| Campeonato Tocantinense de 1994        |
| Tocantins                              |
| -------------------------------------- |
| UNIÃO ARAGUAINENSE Kampioen (1° titel) |